# Poros (mitologia)
Poros (en grec antic Πόρος "camí", "sender", o també "recurs"), era, segons la mitologia grega, la personificació de l'oportunitat i els mitjans per a aconseguir alguna cosa.
En algunes teogonies, Poros, considerat "causa" o "autor", va ser, juntament amb Tesis, una de les primeres divinitats que hi va haver a l'univers. En aquest sentit, Poros s'assimilaria a Cronos. La versió òrfica diu que Poros va néixer de Tesis, la Creació.
Plató recull una versió posterior que explica a El convit, segons la qual Poros seria un fill de Metis. En una festa en honor d'Afrodita, va beure molt i sortí al pati a dormir. Allà es va unir amb Pènia, la Pobresa, i va engendrar Eros, l'Amor.